# Хладнокровное убийство
«Хладнокровное убийство», «Обыкновенное убийство» (англ. In Cold Blood: A True Account of a Multiple Murder and Its Consequences) — роман американского писателя Трумена Капоте, написанный в стиле «новой журналистики», на основе реальных событий, когда 15 ноября 1959 года два молодых человека, Перри Смит и Ричард Хикок, убили семью Клаттеров в Холкомбе в штате Канзас. Входит в американскую версию «100 лучших детективных романов всех времен».
Несмотря на то, что роман завоевал большую популярность, многие участники реальных событий восприняли его скептически и говорили о том, что Капоте беллетризовал некоторые моменты и даже додумал эпизоды, которых не было в действительности.

## История создания
16 ноября 1959 года газета «The New York Times» опубликовала заметку об убийстве в поселке Холкомб в штате Канзас семьи фермера-методиста из четырёх человек: отца, матери и двоих детей. Трумен Капоте, прочитав заметку, заинтересовался происшествием и приехал в Холкомб, чтобы начать собственное расследование. К концу расследования у Капоте было около 8 000 страниц собранной информации.

## Сюжет
14 ноября 1959 года два молодых человека, Перри Смит и Ричард (Дик) Хикок, в посёлке Холкомб (Holcomb), штат Канзас, убили семью из четырёх человек, предполагая, что они хранят в доме свои сбережения. Убитая семья Клаттеров была на хорошем счету в посёлке, поэтому жители помогали полиции в поисках убийц. Смита и Хикока поймали 30 декабря 1959 года в Лас-Вегасе. Подозреваемые пытались оправдаться временным помешательством, которое привело к гибели семьи Клаттеров, но оправдание было опровергнуто обследовавшими их врачами. Смит и Хикок были повешены 14 апреля 1965 года в городе Лэнсинг, штат Канзас, после пяти лет, проведённых в камере смертников.

## Персонажи
- Ричард (Дик) Хикок — убийца
- Перри Смит — убийца
- Герберт Клаттер — глава семьи Клаттеров, жертва
- Бонни Клаттер — жена Герберта, жертва
- Нэнси Клаттер — дочь Герберта и Бонни, жертва
- Кеньон Клаттер — сын Герберта и Бонни, жертва
- Элвин Дьюи — детектив, расследовавший дело об убийстве Клаттеров

## Экранизации
- 1967 — Хладнокровное убийство / In Cold Blood
- 1996 — Хладнокровное убийство / In Cold Blood
- 2005 — Капоте / Capote
- 2006 — Дурная слава / Infamous